# Virneburg
Virneburg település Németországban, Rajna-vidék-Pfalz tartományban. Lakosainak száma 382 fő (2023. december 31.).

## Népesség
A település népességének változása:
| Lakosok száma | 349  | 379  | 383  | 377  | 368  | 382  |
|               | 1975 | 2017 | 2019 | 2021 | 2022 | 2023 |